# 淨土宗西山深草派
淨土宗西山深草派（じょうどしゅう せいざんふかくさは）是京都市中京區的誓願寺作為本山的淨土宗之一派。

## 本尊
- 阿彌陀如來

## 依據經典
- 淨土三部經

## 歷史
鎌倉時代，西山上人証空的弟子圓空立信在京都深草建立真宗院布教是其起源。明治時代，和淨土宗（鎮西派）合同，之後分離獨立。第2次大戰中，和西山派合同，戰後獨立至今。

## 本山
- 誓願寺（京都府京都市中京區櫻ノ町453）

## 外部連結
- 淨土宗西山深草派 （页面存档备份，存于）